# Hoplopleura rimae
Hoplopleura rimae är en insektsart som beskrevs av Johnson 1972. Hoplopleura rimae ingår i släktet Hoplopleura och familjen gnagarlöss. Inga underarter finns listade i Catalogue of Life.